# Hanan Kattan
Pour les articles homonymes, voir Hanan et Kattan.
Hanan Kattan, née le 22 mai 1962, est une productrice de cinéma et réalisatrice jordanienne.

## Carrière
Elle a produit trois longs métrages par l'intermédiaire d'Enlightenment Productions, dont le drame/récit d'amour sud-africain des années 1950 The World Unseen et la comédie romantique urbaine contemporaine I Can't Think Straight.
Elle a également conçu la conférence TEDx Holy Land 2010, qui a réuni des femmes arabes et israéliennes pour discuter de questions d'intérêt mutuel dans le domaine de la technologie, du divertissement et du design, qui est ensuite devenue le sujet du film documentaire de 2011, The House of Tomorrow, réalisé par Sarif.
Au Festival de Cannes 2013, Shamim Sarif et Hanan ont annoncé leur nouveau film Despite The Falling Snow. Ce film, qui met en vedette l'actrice suédoise de Mission Impossible 5 Rebecca Ferguson,, l'acteur de Game of Thrones Charles Dance, Oliver Jackson-Cohen, Antje Traue, Sam Reid, Anthony Head et Trudie Styler, est sorti en 2015.
Le film a remporté 13 prix à ce jour, 3 au Festival international du film de Prague, 3 autres au Festival international du film de Milan et d'autres aux festivals de Los Angeles, Manchester, Sedona, Buffalo, Soho et Orlando.
Kattan a publié son premier livre Grow Your Profits sur le marketing en ligne en 2012 par Enlightenment Productions.
En 2013, Kattan a remporté le prix de l'Entrepreneur de l'année lors des Kingston Business Awards.
En 2016, Kattan a ouvert son restaurant palestinien Tabun Kitchen à Soho, à Londres.

## Biographie
Hanan Kattan a fondé, avec Shamim Sarif, la société Enlightenment Productions (en).

### Vie privée
Hanan Kattan est ouvertement lesbienne et est mariée à la réalisatrice Shamim Sarif,.

## Filmographie

### Comme productrice
- 2007 : The World Unseen
- 2008 : I Can't Think Straight
- 2011 : The House of Tomorrow (en) (documentaire)
- 2016 : Despite the Falling Snow

### Comme réalisatrice
- 2011 : The House of Tomorrow (en) (documentaire)

### Comme actrice
- 2008 : I Can't Think Straight : la conférencière jordanienne